# Ратгауз (Москва)
Ратгауз — орган исполнительной власти, созданный вместо Общей и Шестигласной дум, а также Управы благочиния.

## История
Ратгауз в Москве был основан на основании Устава столичного города Москвы, утверждённого 17 января 1799 года.
Московский Ратгауз начал работать 11 мая 1799 года. Входил в ведомство Сената и непосредственно подчинялся Департаменту Комиссии о снабжении резиденции припасами, распорядком квартир и прочих частей, до полиции относящихся.
12 февраля 1802 года Александр I подписал именной указ, в соответствии с которым Ратгауз передавал функции и дела Городовому магистрату и упразднялся.

## Структура
В Ратгауз входили президент (его назначал император), директор экономии (отвечавший за городское хозяйство) 6 бюргеймейстеров и 12 ратсгеров.
Директор экономии представлялся на акцептование императором от Департамента комиссии, бюргеймейстеры и ратсгеры были выборными должностями.
Иностранные купцы также обладали право быть избранными членами Ратгауза.
Для охраны здания Ратгауза из числа мещан формировалась специальная рота. Судебные функции Ратгауза выполняли президент, ратсгеры и бюргеймейстеры. Бюджетом Москвы ведал директор экономии.
При камеральном департаменте Ратгауза состояла «Ассекуранц-контора», или «Фейер-кадастр», куда заносились данные владельцах каменных построек. В этой конторе можно было застраховать от пожара недвижимое имущество
В состав Ратгауза входил департамент, рассматривавший уголовные дела, поступавшие от военного губернатора, из частных судов, по предложениям генерал-прокурора, по сообщениям из присутственных мест или по предписанию департамента комиссии. В состав департамента входили 3 ратсгера и 2 бюргейместера. Приговоры уголовного департамента попадали на подпись президенту Ратгауза.

## Функции
Ратгауз занимался решением судебных, финансовых, полицейских и административных вопросов города.
Заменив Управу благочиния, Ратгауз взял на себя часть полицейских функций.
За медлительность в принятии решений и несвоевременном выполнении функций служащие Ратгауза могли быть подвергнуты судебному преследованию.
Ратгауз разрешал юридические споры между горожанами и разночинцами (в том числе жителями других городов и деревень) по поводу сделок, имений, завещаний, исполнении вексельных обязательств, наследства, закладных записок, купчих и об опеке малолетних.
Городским бюджетом и различными повинностями распоряжался камеральный департамент. Он распределял доходы, поступавшие от питейного дела, штрафы, полученные от мещан и купечества, сборы с нанесения клейм на номера извозчиков, владение имуществом после смерти граждан. Помимо этого, департамент управлял городскими землями, тюрьмами, проводил учёт ремесленников и мещан. Камеральный департамент контролировал деятельность богаделен и госпиталей, контролировал цены на различные товары. Служащие департамента контролировали правила торговли, выплаты заработной платы служащим городских служб и самого департамента, а также полиции. Камеральный отдел контролировал содержание пожарной, мостовой и полицейской команд, мещанской роты, казарм, доходных домов, состоящих на балансе Ратгауза. Под надзором департамента были все места торговли, склады, амбары и цеха.
Ратгауз распределял представителей ремесленного сословия по цехам, «составным» (оказывающим различные услуги — производство и ремонт саней, карет и телег), «единственным» (оказывающим услуги узкого профиля — кузнечные, печные, малярные) и для услуг (в эту категорию входили повара, лакеи, кондитеры, и т. д.).
Цеховые ремесленники избирали цехового голову, который передавал в Ратгауз сведения о состоянии цехов и в случае необходимости решения каких-то вопросов участвовал в заседаниях.
Камеральный отдел проверял качество работ, выполняемых по найму.
После того, как Полицейская часть выдавала дворянам и купцам свидетельства, дающие право покидать пределы города, печать ставилась в Ратгаузе. Стоимость услуги составляла 10 копеек с документа. После заверения документа печатью отъезжающий получал в Канцелярии губернатора подорожную грамоту.
Ратгауз осуществлял надзор за маркфохтами (смотрителями за рыночной торговлей), вагеюстерирами (служащими, отвечающими за точность весов), вейнкиперов (наблюдающих за правилами продажи питей) и бешауеров (наблюдающих за состоянием забиваемого на бойнях скота).
Ратгауз собирал сведения о въезжающих в город и выезжающих из него граждан, которые записывались торшрейберами.